# Acción del 8 de enero de 1780
La Acción del 8 de enero de 1780 fue un encuentro naval frente al Cabo Finisterre entre una flota naval británica al mando del almirante Sir George Rodney y una flota de mercaderes españoles que navegaban en convoy con siete buques de guerra de la Compañía de Caracas, bajo el mando de mando del comodoro Don Juan Agustín de Yardi. Durante la acción se capturó todo el convoy español. La flota de Rodney estaba en camino para aliviar Gibraltar, y esta acción tuvo lugar varios días antes del compromiso de Rodney y la derrota de una flota española en la Batalla del Cabo San Vicente.

## Antecedentes
Uno de los principales objetivos de España sobre su entrada en la Guerra de Independencia en 1779 fue la recuperación de Gibraltar, que se había perdido a Inglaterra en 1704. En consecuencia, los españoles planearon retomar Gibraltar bloqueando y haciendo morir de hambre a su guarnición, que incluía tropas de Gran Bretaña y el Electorado de Hannover. El asedio comenzó formalmente en junio de 1779, cuando los españoles establecieron un bloqueo terrestre alrededor de The Rock. El bloqueo naval correspondiente era comparativamente débil, y los británicos descubrieron que los barcos pequeños y rápidos podían evadir los bloqueos, mientras que los barcos de suministro más lentos y grandes generalmente no podían hacerlo. A fines de 1779, sin embargo, los suministros en Gibraltar se habían agotado seriamente y el general George Eliott pidió ayuda a Londres.
Se organizó un convoy de suministros y, a fines de diciembre de 1779, zarpó de Inglaterra una gran flota bajo el mando del almirante Sir George Brydges Rodney. Aunque el destino final de Rodney eran las Indias Occidentales, tenía instrucciones secretas de reabastecer primero a Gibraltar y Menorca.

## Acción
El 4 de enero, Rodney se separó del barco de línea HMS Hector al mando de Sir John Hamilton, y las fragatas HMS Phoenix, HMS Andromeda y HMS Greyhound al mando de los capitanes Hyde Parker, H. Bryne y William Dickson respectivamente, para escoltar a los comerciantes con destino a las Indias Occidentales. Al día siguiente, Rodney se encontró con un convoy español que constaba de 22 barcos, con destino desde San Sebastián a Cádiz.
Se acercó a ellos, el revestimiento de cobre de algunos de sus barcos les permitió superar a los españoles. Se capturó todo el convoy, excepto un buque mercante. Los buques que habían estado transportando provisiones navales a la flota española en Cádiz, y mercancías empacadas para la Real Compañía Guipuzcoana de Caracas fueron enviados de regreso a Inglaterra, escoltados por HMS America y HMS Pearl.

## Consecuencias
Rodney descubrió que los barcos españoles transportaban provisiones útiles para Gibraltar y, por lo tanto, las utilizó para relevar a las fuerzas británicas allí. Además, Rodney encargó y tripuló el buque insignia español capturado, el Guipuzcoana de 64 cañones , nombrándolo HMS Prince William, en honor al príncipe William, que estuvo presente en el compromiso. Rodney comentó en sus despachos al Almirantazgo que la pérdida de los barcos "debe angustiar mucho al enemigo, que estoy bien informado tiene mucha falta de provisiones y provisiones navales". Varios días después, Rodney se enfrentó y derrotó a una flota española al mando de Don Juan de Lángara en la Batalla del Cabo San Vicente, el 16 de enero de 1780, antes de pasar a relevar Gibraltar y Menorca. El San Fermín de 16 cañones que fue capturado en esta acción también fue comisionado para servir en la Royal Navy, y luego sería recuperado por los españoles en abril de 1781.

## Barcos involucrados
El orden de batalla es el informado por Beatson.

### Flota británica
- HMS Sandwich (90) Almirante Sir George Brydges Rodney, Capitán Walter Young
- HMS Prince George (98) Contralmirante Robert Digby, Capitán Philip Patton
- HMS Royal George (100) Contralmirante John Lockhart Ross, Capitán J. Bourmaster
- HMS Alcide (74) Capitán J. Brisbane
- HMS Ajax (74) Capitán S. Uvedale
- HMS Bedford (74) Capitán Edmund Affleck
- HMS Culloden (74) Capitán George Balfour
- HMS Cumberland (74) Capitán J. Peyton
- HMS Edgar (74) Capitán John Elliot
- HMS Montagu (74) Capitán J. Houlton
- HMS Monarch (74) Capitán Adam Duncan
- HMS Shrewsbury (74) Capitán Mark Robinson
- HMS Terrible (74) Capitán J. Douglas
- HMS Resolution (74) Capitán Chaloner Ogle
- HMS Invincible (74) Capitán S. Cornish
- HMS Defense (74) Capitán James Cranston
- HMS Marlborough (74) Capitán T. Penny
- HMS Dublin (74) Capitán S. Wallis
- HMS America (64) Capitán S. Thompson
- HMS Bienfaisant (64) Capitán John MacBride
- HMS Convert (32) Capitán Henry Harvey
- HMS Pearl (28) Capitán George Montagu
- HMS Triton (24) Capitán Skeffington Lutwidge
- HMS Pegasus (24) Capitán John Bazely
- HMS Porcupine (24) Capitán Lord Hugh Seymour
- HMS Hyaena (24) Capitán Edward Thomson

### Flota española

#### Buques de guerra de la Compañía Caracas
- Guipuzcoano (64) Comodoro Don Juan Augustin de Yardi, Capitán Don Tomás de Malay
- San Carlos (32) Capitán Don Firmin Urtizberea
- San Rafael (30) Capitán Don Luis Aranburu
- Santa Teresa (28) Capitán Don José J. de Mendizábal
- San Bruno (26) Capitán JM de Goicoechea
- San Fermín (16) Capitán J. Vin. Eloy Sánchez
- San Vicente (10) Capitán Don José de Ugalde

#### Mercantes
- Nuestra Señora de L'Oves
- San Francisco
- La Concepción
- San Nicolás
- San Jerónimo
- Divina Providencia
- San Gavilán
- San Pacora
- San Lauren
- La Providencia
- La Bellona
- Esperanza
- Le Cidada de Mercia
- La Amistad
- San Miguel